# Степовое (Криворожский район)
Степово́е (укр. Степове; до 2016 года — Чапа́евка) — село, Новопольский сельский совет, Криворожский район, Днепропетровская область, Украина.
Код КОАТУУ — 1221884715. Население по переписи 2001 года составляло 71 человек.

## Географическое положение
Село Степовое находится на расстоянии в 0,5 км от посёлка Лесопитомник и в 1-м км от сёл Златополь и Вольный Посад.
По селу протекает пересыхающий ручей с запрудой.
Рядом проходит автомобильная дорога Н-11.